# The Sims 4: Любимое дело
The Sims 4: Любимое дело (англ. The Sims 4: Businesses & Hobbies) — 18-е дополнение к компьютерной игре The Sims 4. Его выход состоялся 6 марта 2025 года. Основная тематика расширения — возможность вести домашний бизнес. «Любимое дело» тематически схоже с дополнением к The Sims 2 — «Бизнес».

## Игровой процесс
Дополнение предлагает гибкую систему малого бизнеса, позволяющую симам продавать товары, оказывать услуги заниматься преподаванием или пользоваться предметами. Можно помимо магазина или салона например организовать лекторий, галерею или спортивный зал. Сим может вводить почасовую плату за посещение своего заведения или взимать единовременную оплату. Можно вести семейный бизнес, или же нанимать сотрудников. Дополнение вводит систему льгот, а также систему репутации. Сим может вести бизнес по правилам или же прибегать к махинациям, что может отразиться на репутации заведения. Деловые бонусы связаны со способом ведения бизнеса — нейтрального, мечтателя и интригана, в зависимости от стиля ведения бизнеса, сим получает бонусы одной из трёх категорий.
Площадь для бизнеса можно размещать как на отдельном, так и на жилом участке, а также разграничивать помещения на жилые и коммерческие, чтобы не допускать посетителей в жилые помещения.
Бизнес можно связывать с хобби и навыками сима. Например они могут продавать выпечку или созданные произведения искусства. В дополнении реализована совместимость со многими предыдущими DLC, позволяя превращать в бизнес почти все навыки и хобби, доступные в других дополнениях. Например при наличии дополнения «Кошки и Собаки» можно открывать котокафе, «Веселимся вместе» — игровой зал, «Пути к Славе» — школу актёрского мастерства, «Дня Спа» — собственный спа-салон, а игрового набора «День Стирки» — собственную прачечную.
«Любимое дело» вводит два навыка — татуирование и гончарное дело. Дополнение вводит режим Tattoo Paint Mode, похожий на механику покраски меха животных. Он позволят свободно размещать татуировки на теле, накладывать друг на друга изображения, а также создавать собственные изображения. Чем выше навык татуировки, тем больше опций доступно симу. С помощью гончарного круга и печи для обжига сим может создавать глиняные изделия. Игрок может выбирать форму, цвет посуды, глазурь. При высоком навыке, сим может практиковать кинцуги — создавать изделия из разбитой керамики.
Дополнение вводит городок Нордхавен (англ. Nordhaven), который подойдёт симам, любящим развивать свои творческие потенциалы. Симы могут встречаться с единомышленниками по хобби, посещать занятия и лекции, чтобы усовершенствовать свои навыки. Также расширение вводит уникальный тип NPC — Трешли Рилперсон, уличный фарцовщик, продающий расходные материалы, зелья, поддельные документы и другие сомнительные предметы.

## Разработка
Хотя прежде The Sims 4 предлагала схожие механики ведения бизнеса, например возможность управлять магазинами в дополнении «На Работe», управлять рестораном в «В Ресторане» или управлять ветеринарной клиникой в «Кошки и Собаки», вместе с дополнением «Любимое дело» была введена самая проработанная и гибкая механика ведения малым бизнесом, схожая с таковой механикой из дополнения к The Sims 2 — «Бизнес» 2006 года выпуска. Система ведения бизнеса была проработана так, чтобы каждый игрок мог создать уникальный бизнес в соответствии со своими предпочтениями и на своих условиях. Механика бизнеса была проработана так, чтобы превращать все доступные в игре хобби и многие действия в коммерческий промысел, поэтому для разработчиков было важно позаботиться о совместимости бизнеса со всеми хобби из дополнений. Соответственно чем больше у игрока предустановленных расширений к The Sims 4 — тем больше способов и сценариев для ведения бизнеса ему доступно. Например при наличии дополнения «Кошки и Собаки» — возможность создавать котокафе, «Веселимся вместе» — танцевальные клубы, «Жизнь в городе» — караоке-бары, «Путь к славе» — школы актёрского мастерства, «День Спа» — спа-салон, «День Стирки» — прачечные, «Вечер боулинга» — боулинг-клубы итд. Механика гончарного искусства аналогична таковой из дополнения к The Sims 2 — «Увлечения». Около 70 разных видов действий (взаимодействия, навыки) из базовой игры можно превратить в коммерческую деятельность и ещё около 70 взаимодействий из раннее выпущенных дополнений. Редактор татуировок был создан для поклонников творческого самовыражения и как способ создавать создавать и загружать из галереи пользовательские скины без необходимости устанавливать пользовательский контент.  
Нордхавен был вдохновлён городами северной Европы, такими, как Стокгольм, Копенгаген, Берлин, Амстердам, а также северным кварталом Манчестера и лондонским Камден-маркетом. Готовые участки в городе были созданы игроками при сотрудничестве с EA. При создании семей для городка Нордхавена, разработчики оставили отсылки к персонажам из игр The Urbz и The Urbz для Game Boy Advance 2003 года выпуска.

## Музыка

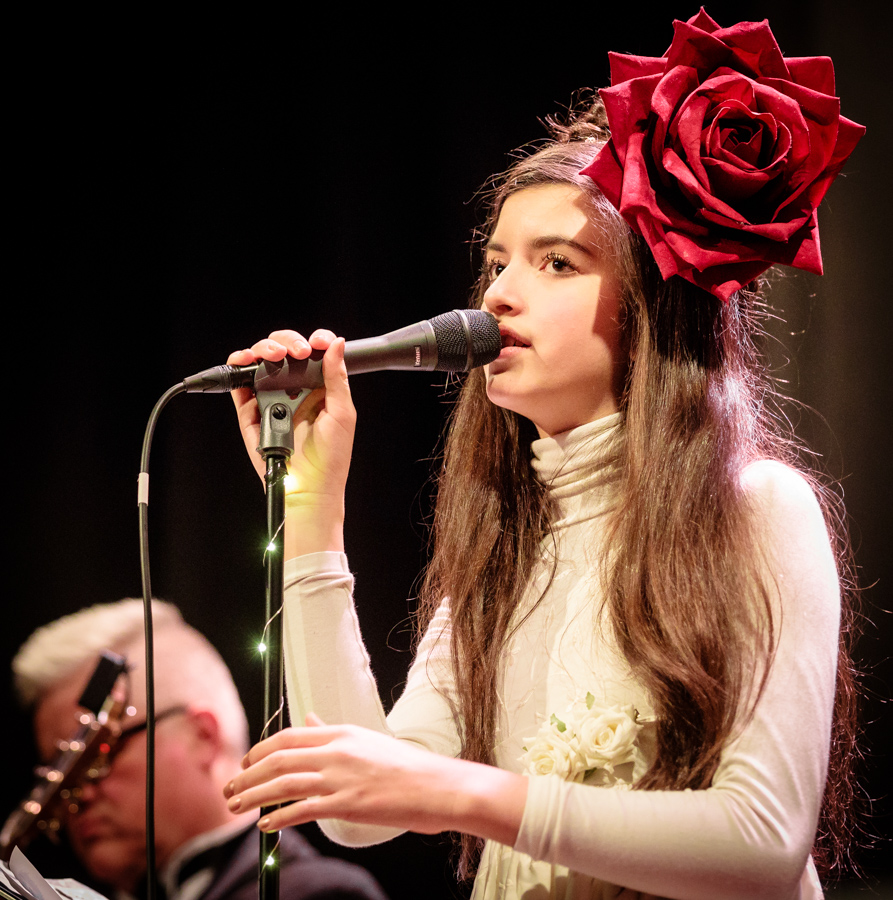
Для дополнения свой сингл на симлише перезаписала Анджелина Джордан

Для дополнения свои песни на симлише перезаписали певцы и музыкальные группы. Например свою песню What's Fair перезаписала инди-рок певица Blondshell. 
| №   | Название                       | Автор(ы)                                           | жанр/звучит в? | Длительность |
| --- | ------------------------------ | -------------------------------------------------- | -------------- | ------------ |
| 1.  | «Do It Do It»                  | Amyl and the Sniffers                              | инди           | 2:27         |
| 2.  | «What's Fair»                  | Blondshell                                         | инди           | 4:03         |
| 3.  | «Stuff That I Like»            | Орфей Ной                                          | инди           | 2:49         |
| 4.  | «Rhys»                         | Alice                                              | инди           | 3:20         |
| 5.  | «Can You Feel It»              | Burnett Music, Simple Thieves feat. Nathan Walters | электро        | 2:24         |
| 6.  | «My Only Dream Is To Be Loved» | Крисси Хлапецка                                    | электро        | 3:11         |
| 7.  | «SHLAY»                        | VoidElex                                           | электро        | 2:56         |
| 8.  | «DUMB»                         | Нога Эрез                                          | хип-хоп        | 2:22         |
| 9.  | «Our Time»                     | Анджелина Джордан                                  | поп            | 2:32         |
| 10. | «Carry You»                    | Диана Эмерита                                      | поп            | 3:17         |
| 11. | «Purple Rose»                  | Mergui                                             | поп            | 3:09         |
| 12. | «Best Friend»                  | Pixey                                              | поп            | 4:36         |

## Анонс и выход
Тизер дополнения был опубликован 5 февраля вместе с «дорожной картой» будущих DLC и бесплатным обновлением в рамках празднования 25-летия серии The Sims.
Дополнения было анонсировано 6 февраля 2025 года, в этот же день был выпущен игровой трейлер. Выход расширения состоялся 6 марта 2025 года на платформах Windows, Mac, Steam и приставках Xbox One, Xbox Series X/S, PlayStation 4 и PlayStation 5. Купившие дополнения до 18 апреля могли приобрести несколько дополнительных предметов.
Реакция на анонс дополнения у фанатов была смешанной. По мнению некоторых фанатов, трейлер показывал слишком мало игрового контента и выглядит явно слабее предыдущего дополнения «Жизнь и смерть». В дополнение механика частного бизнеса уже была реализована в первом дополнении к The Sims 4 — «На работу». Сразу после выпуска дополнения, во внутриигровую галерею некоторые игроки начали загружать татуировки с провокационным содержанием, например свастики, что побудило EA ужесточить модерацию. 

## Критика
| Сводный рейтинг    | Сводный рейтинг |
| Агрегатор          | Оценка          |
| ------------------ | --------------- |
| Metacritic         | 70/100          |
| Иноязычные издания |                 |
| Издание            | Оценка          |
| Dexerto            | 3/5             |
| Digital Spy        | [ 24 ]          |
| ComicBook          | 3/5             |

Дополнение получило смешанные отзывы. Согласно агрегатору Metacritic средняя оценка дополнения составила 70 баллов из 100 возможных. Мэдисон Бенсон с сайта Destructoid заметила, что «Любимое дело» прежде всего использует уже существующие механики, позволяя превращать почти любую деятельность в игре в бизнес. Аналогично считала и Ава Томсон-Пауэлл с сайта Dexerto, заметив, что возможности дополнения раскрываются пропорционально количеству установленных дополнений, но реализовывать подобное в дополнении, а не базовой игре — неудачная идея. Аманда Кей заметила, что «Любимое дело» продолжает новую традицию предлагать малое количество, но отполированного контента. Критик Gigital Spy назвал «Бизнес и Хобби» нереализованным потенциалом и сборником довольно разрозненных идей, которые однако будут лучше работать при наличии других дополнений.
Оценка системы ведения бизнеса была положительной: Лора Спеллер сайта Keengamer упоминала, что система бизнеса проста и интуитивно понятна. Мэдисон Бенсон назвала механику бизнеса огромным шагом вперёд в сравнение неуклюжей системой розничной торговли из «На Работу», также похвалив адекватное поведение NPC-клиентов. Лора заметила, что возможности бизнеса почти безграничны, а точнее ограничены самой игрой и воображением игрока. Игра в том числе позволяет настраивать демографию посетителей на основе их возраста, развлечений итд. Бенсон заметила, что создала котокафе и не сталкивалась с какими либо сбоями. Мэдисон Бенсон с сайта Destructoid также оценила гибкую систему ведения бизнеса, позволяющую воспроизводить практически любую деятельность — от ресторана до школы, а также интеграцию дополнения со всеми существующими расширениями. 
Критики оценили введённые и проработанные навыки пирсинга и гончарного дела, а также проработанный редактор татуировок, позволяющий создавать любые изображения. Аманда заметила, что редактор татуировок возводит кастомизацию симов на новый уровень, позволяя фактически создавать новые скины для персонажей без необходимости загружать модификации и чего игроки так желали много лет. Ава осталась недовольная недостаточным количеством введённых хобби, упоминая их большее количество в аналогичном дополнении к The Sims 2 —  «Увлечения». Мероприятия по занятием общим хобби реализованы интересно, но они не так интересны и разнообразны, как тематические фестивали из дополнения «Жизнь в Городе». Встречи ощущаются однообразными и не приносят большой пользы симу. Критик Digital Spy остался недоволен тем, что дополнение ввело лишь два новых вида хобби.
Игровой мир Нордхавен получил сдержанные оценки, хотя некоторые критики похвалили визуальный стиль городка и его скандинавскую обстановку, они сошлись во мнении, что игровой мир ощущается маленьким и пустым с его двумя районами и шестью участками. Он в два раза меньше, чем тематически схожий Винденбург из дополнения «Веселимся Вместе», это из самых маленьких среди миров The Sims 4. Также в городе не хватает развлечений, всего два общественных участков и много кроличьих нор. Несмотря на наличие клубов по интересам, город ощущается гораздо поверхностное, чем то же Сан-Мишуно из «Жизни в городе». Часть критиков не были впечатлены коллекцией предметов. Ава наоборот оценила рестро-стиль 1960-х и 1970-х годов и стиль IKEA.